# Prádanos de Ojeda
Prádanos de Ojeda település Spanyolországban, Palencia tartományban. Prádanos de Ojeda Alar del Rey, Herrera de Pisuerga, La Vid de Ojeda, Santibáñez de Ecla, Sotobañado y Priorato és Dehesa de Romanos községekkel határos. Lakosainak száma 181 fő (2024).

## Népesség
A település népessége az elmúlt években az alábbi módon változott:
| Lakosok száma | 242  | 218  | 210  | 211  | 215  | 203  | 193  | 191  | 178  | 181  |
|               | 2001 | 2004 | 2007 | 2009 | 2012 | 2014 | 2017 | 2019 | 2022 | 2024 |